# Muschetar

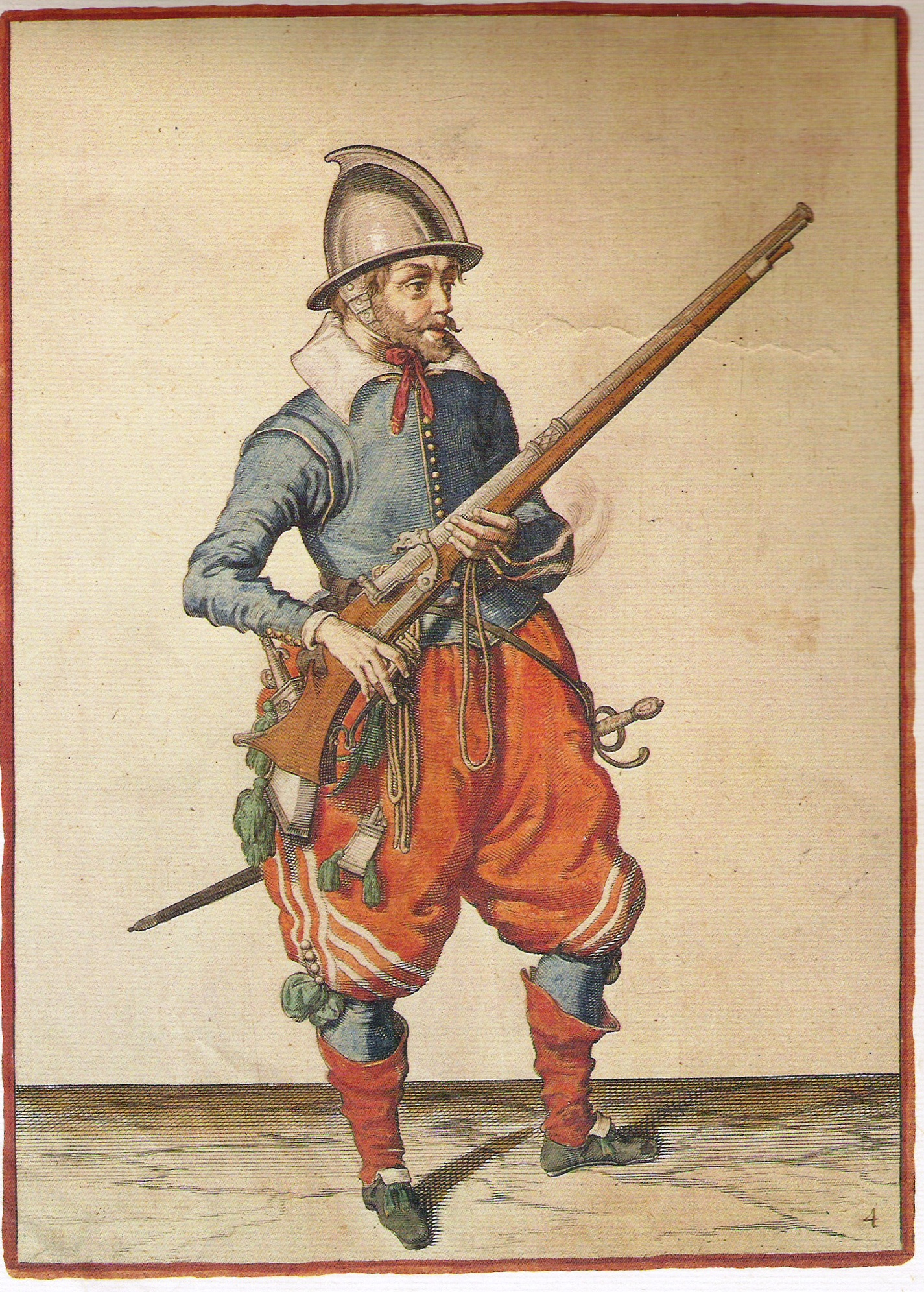
Un muschetar olandez, de Jacob van Gheyn, 1608.

Muschetar (din franceză mousquetaire) era un ostaș din perioada de început a epocii moderne (secolele XIV-XVII), înarmat cu o muschetă. Muschetari au existat atât în armatele vest-europene, cât și în cele din extremul orient.
Termenul este uneori utilizat în limba română sub forma „mușchetar”, care este însă greșită deoarece cuvântul provine de la muschetă nu de la mușchi.

## Precizări
În Dicționarul enciclopedic român, găsim în dreptul cuvântului mușchetar: „soldat de infanterie, înarmat, în timpul evului mediu, cu o muschetă. După 1560 existau mușchetari în majortatea țărilor din apusul Europei...”  iar în Dicționarul explicativ al limbii române , la fel ca în Mic dicționar enciclopedic , „nobil care făcea parte din corpul de cavalerie în serviciu la curtea regilor Franței”.
Dicționarul DOOM din anul 2010  la pagina 511 arată următoarele: „!muschetar/mușchetar s.m. pl. !muschetari/mușchetari”, iar la pagina 512: „mușchetar v. muschetar”
DEX-ul din 2016 , arată la cuvântul MUSCHETÁR, muschetari, s.m.: „Soldat infanterist înarmat cu o muschetă în Evul Mediu; nobil care făcea parte din corpul de cavalerie în serviciu la curtea regilor Franței. [Var.: mușchetar s. m.]”. La pagina următoare 756, găsim „MUȘCHETÁR s.m. v. muschetar”.
Conform celor de mai sus, termenul mușchetar folosit exclusiv până în anul 2010, este la fel de corect ca și cel de muschetar. 
Există două filme pur românești „Mușchetarul român”, film de aventuri din 1975, și „Mușchetarii în vacanță”, film pentru copii din 1984, care nu au nimic cu muschetarii regilor Franței. Conform teoriei semnificației cuvintelor, aceste cuvinte nu trebuie luate ad litteram. Ar fi comic să se spună „Muschetarii în vacanță” sau „Muschetarul român”.